# Turres Concordiae
Turres Concordiae (łac. Diocesis Pauzerensis) – stolica historycznej diecezji w Cesarstwie rzymskim w prowincji Numidia zlikwidowana w VII w. podczas ekspansji islamskiej, współcześnie w północnej Algierii. Obecnie katolickie biskupstwo tytularne. 

## Biskupi tytularni
| Lp. | Biskup             | Funkcja                                         | Od                | Do                |
| --- | ------------------ | ----------------------------------------------- | ----------------- | ----------------- |
| 1   | Adam Sawicki       | administrator apostolski wileński w Białymstoku | 23 listopada 1962 | 20 maja 1968      |
| 2   | André Quélen       | biskup pomocniczy Angers (Francja)              | 16 grudnia 1968   | 2 grudnia 1975    |
| 3   | Joseph Lescrauwaet | biskup pomocniczy Haarlem (Holandia)            | 16 grudnia 1968   | 19 listopada 2013 |
| 4   | Salvatore Angerami | biskup pomocniczy Neapolu (Włochy)              | 27 września 2014  | 7 lipca 2019      |
| 5   | Giuseppe Vegezzi   | biskup pomocniczy Mediolanu (Włochy)            | 30 kwietnia 2020  |                   |